# 貝沃林河
46°32′52″N 9°53′59″E / 46.54791°N 9.89977°E

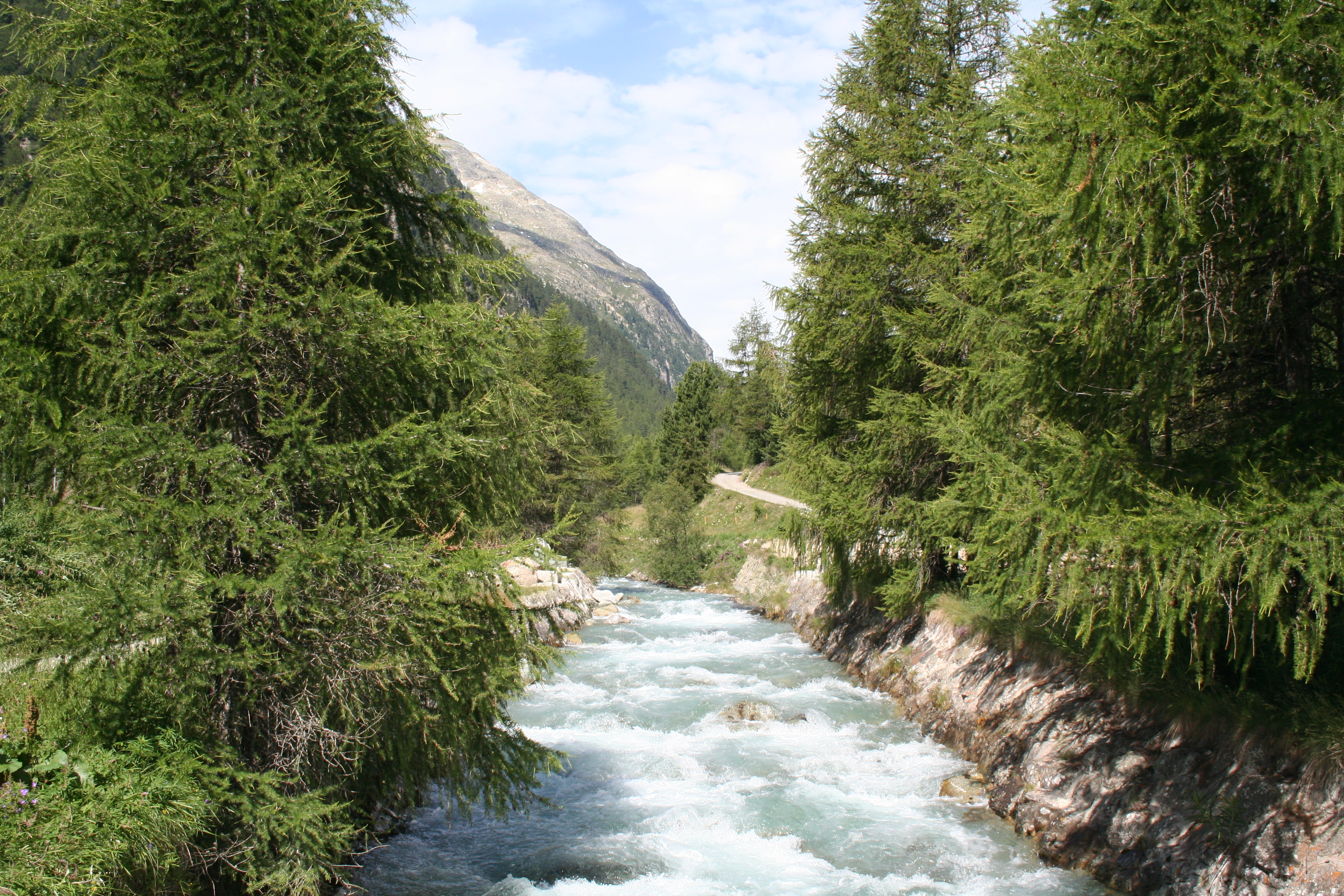

貝沃林河是瑞士的河流，位於該國東南部，流經格勞賓登州，屬於因河的左支流，河道全長16.5公里，流域面積59.6平方公里，河畔城鎮有貝韋。